# Федеральное государство Хорватия
Федеральное государство Хорватия — республика в составе Демократической Федеративной Югославии.

## Предыстория
В первые годы войны в Хорватии югославские партизаны не поддерживали хорватов. Большинство партизан на территории Хорватии были хорватскими сербами. Однако в 1943 году хорваты начали вступать в партизаны в большем количестве. В 1943 году число хорватских партизан в Хорватии увеличилось, поэтому в 1944 году они составляли 61 % партизан на территории Хорватии, тогда как сербы составляли 28 %. 
В ноябре 1942 года состоялось первое заседание Антифашистского вече народного освобождения Югославии, в котором принимали участие представители хорватских антифашистских отрядов. 13 июня 1943 года в Оточаце, Лика, хорватские партизаны основали Земельное антифашистское вече народного освобождения Хорватии, как законодательный орган будущей хорватской республики в рамках Югославии. Его первым президентом был Владимир Назор. Хорватские партизаны имели свою автономию вместе со словенскими и македонскими партизанами

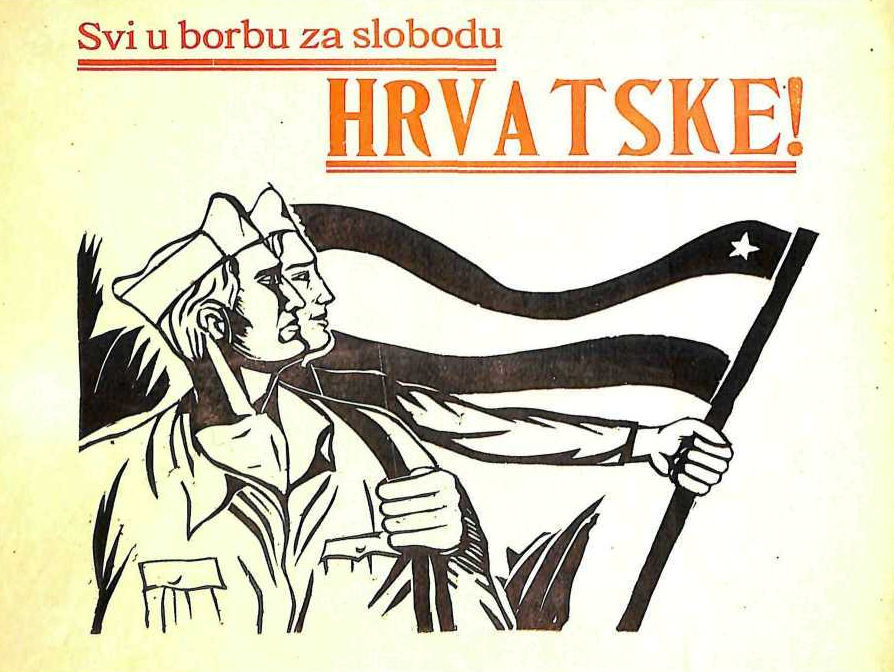
«Для свободы Хорватии», Партизанский плакат времен Второй мировой войны

## История
Из-за партизанских побед и увеличения территории, принадлежащей партизанам, АВНОЮ решил провести вторую сессию в Антифашистское вече народного освобождения Югославии в конце ноября 1943 года. На этом заседании Югославское коммунистическое руководство решило восстановить Югославию в качестве федерального государства. 
1 марта 1945 года Хорватские партизаны были переведены под командование Верховного командования Югославской армии, утратив тем самым свою автономию. Сторонники Сербии и Боснии и Герцеговины не имели такой автономии. 